# Hudhud
Le Hudhud est un ensemble de chants et d'histoires de la communauté Ifugao sur l'île de Luçon dans les Philippines. Le Hudhud a été classé au patrimoine culturel immatériel de l'UNESCO en 2008.

## La communauté des Ifugao
La communauté Ifugao vit sur l'île de Luçon dans les Philippines. Cette communauté cultive du riz en terrasse et pratique le Hudhud lors des semailles, de la récolte du riz et lors de veillées funèbres.

## Les récits
Le Hudhud est un récit psalmodié qui serait probablement antérieur au VIIe siècle. Il comporte plus de 200 histoires, de 40 épisodes environ, évoquant la loi coutumière, des héros, les croyances religieuses ou les pratiques traditionnelles. Les chants sont transmis oralement et il n'existe que peu de traces écrites de cette culture.

## Reconnaissance et préservation
Le Hudhud a été inscrit en 2008 par l'UNESCO sur la liste représentative du patrimoine culturel immatériel de l'humanité sous le titre « Les récits hudhud des Ifugao ». Un programme de sauvegarde vise à le documenter ainsi qu'à l'enregistrer. L'objectif est que le hudhud fasse partie intégrante des programmes scolaires de la province.